# Port lotniczy Okayama
Port lotniczy Okayama (jap. 岡山空港 Okayama Kūkō) – port lotniczy położony 11 km na północny zachód od centrum Okayamy, w Japonii. Kod IATA: OKJ, kod ICAO: RJOB.

## Linie lotnicze i połączenia

### Międzynarodowe
- Korean Air (Seul-Incheon)
- China Eastern Airlines (Dalian, Pekin, Szanghaj-Pudong)
- Continental Airlines
  - Continental Airlines obsługiwane przez Continental Micronesia (Guam)

### Krajowe
- All Nippon Airways (Tokio-Haneda, Sapporo-Chitose)
- Japan Airlines (Tokio-Haneda)
  - Japan Air Commuter (Kagoshima)
  - Japan Transocean Air (Okinawa)